# Scottish League Cup 2014-2015
La Scottish League Cup 2014-15 è stata la 69ª edizione della seconda più prestigiosa competizione ad eliminazione diretta della Scozia. A vincere è stato il Celtic che, battendo in finale il Dundee United per 2-0, ha conquistato il quindicesimo trofeo della sua storia.

## Squadre partecipanti
Tra parentesi la posizione in classifica nei rispettivi campionati della precedente stagione.

### Primo turno (30 squadre)
- 10 club della Scottish Championship 2013-2014
- 10 club della Scottish League One 2013-2014
- 10 club della Scottish League Two 2013-2014

-  Dundee (1ª - SC)
-  Hamilton Academical (2ª - SC)
-  Falkirk (3ª - SC)
-  Queen of the South (4ª - SC)
-  Dumbarton (5ª - SC)
-  Livingston (6ª - SC)
-  Raith Rovers (7ª - SC)
-  Alloa Athletic (8ª - SC)
-  Cowdenbeath (9ª - SC)
-  Greenock Morton (10ª - SC)
-  Rangers (1ª - SLO)
-  Dunfermline (2ª - SLO)
-  Stranraer (3ª - SLO)
-  Ayr Utd (4ª - SLO)
-  Stenhousemuir (5ª - SLO)

-  Airdrieonians (6ª - SLO)
-  Forfar Athletic (7ª - SLO)
-  Brechin City (8ª - SLO)
-  East Fife (9ª - SLO)
-  Arbroath (10ª - SLO)
-  Peterhead (1ª - SLT)
-  Annan Athletic (2ª - SLT)
-  Stirling Albion (3ª - SLT)
-  Clyde (4ª - SLT)
-  Berwick Rangers (5ª - SLT)
-  Montrose (6ª - SLT)
-  Albion Rovers (7ª - SLT)
-  East Stirlingshire (8ª - SLT)
-  Elgin City (9ª - SLT)
-  Queen's Park (10ª - SLT)

### Secondo turno (22 squadre)
- 15 club vincitori del primo turno
- 7 club della Scottish Premiership 2013-2014 (quelli con il peggior piazzamento e non partecipanti a competizioni europee)

-  Inverness (5ª - SP)
-  Ross County (7ª - SP)
-  St. Mirren (8ª - SP)
-  Kilmarnock (9ª - SP)
-  Partick Thistle (10ª - SP)
-  Hibernian (11ª - SP)
-  Hearts (12ª - SP)

### Fase finale (16 squadre)
- 11 club vincitori del secondo turno
- 5 club di Scottish Premiership 2013-2014: le quattro squadre partecipanti a competizioni europee e la prima squadra nella classifica 2013-2014 non partecipante.

-  Celtic (1ª - SP)
-  Motherwell (2ª - SP)
-  Aberdeen (3ª - SP)
-  Dundee Utd (4ª - SP)
-  St. Johnstone (6ª - SP)

## Calendario
| Turno            | Prima partita                 |
| ---------------- | ----------------------------- |
| 1º turno         | 2-26 agosto 2014              |
| 2º turno         | 26 agosto - 16 settembre 2014 |
| Ottavi di finale | 23-24 settembre 2014          |
| Quarti di finale | 28-29 ottobre 2014            |
| Semifinali       | 31 gennaio-1º febbraio 2015   |
| Finale           | 15 marzo 2015                 |

## Primo turno
Il sorteggio del primo turno è avvenuto il 10 luglio 2014 alle ore 14 ora locale al Bet Butler Stadium di Dumbarton.
| Squadra 1           | Risultato       | Squadra 2       |
| ------------------- | --------------- | --------------- |
| 2 agosto 2014       |                 |                 |
| Airdrieonians       | 1 – 3           | Stenhousemuir   |
| Albion Rovers       | 0 – 0 (3-4 dcr) | Livingston      |
| Alloa Athletic      | 1 – 0           | Stirling Albion |
| Brechin City        | 0 – 1           | Dumbarton       |
| Clyde               | 1 – 2           | Cowdenbeath     |
| Dundee              | 4 – 0           | Peterhead       |
| Dunfermline         | 5 – 1           | Annan Athletic  |
| East Stirlingshire  | 0 – 4           | Ayr Utd         |
| Hamilton Academical | 2 – 1           | Arbroath        |
| Montrose            | 1 – 3           | Falkirk         |
| Greenock Morton     | 2 – 1           | Berwick Rangers |
| Queen of the South  | 5 – 0           | Elgin City      |
| Raith Rovers        | 4 – 2 (dts)     | Forfar Athletic |
| Stranraer           | 1 – 0           | East Fife       |
| 26 agosto 2014      |                 |                 |
| Queen's Park        | 1 - 2           | Rangers         |

## Secondo turno
Il sorteggio del secondo turno ha avuto luogo il 6 agosto 2014 alle ore 18:30 ora locale allo Stadio di Murrayfield di Edimburgo.
| Squadra 1           | Risultato       | Squadra 2          |
| ------------------- | --------------- | ------------------ |
| 26 agosto 2014      |                 |                    |
| Dundee              | 4 – 0           | Raith Rovers       |
| Falkirk             | 0 – 0 (4-3 dcr) | Cowdenbeath        |
| Hamilton Academical | 4 – 1           | Alloa Athletic     |
| Hibernian           | 3 – 2           | Dumbarton          |
| Kilmarnock          | 1 – 0           | Ayr Utd            |
| Livingston          | 1 – 0 (dts)     | Queen of the South |
| Greenock Morton     | 0 – 1           | Partick Thistle    |
| St. Mirren          | 2 – 1           | Dunfermline        |
| Stenhousemuir       | 1 – 2           | Hearts             |
| Stranraer           | 1 – 2           | Ross County        |
| 16 settembre 2014   |                 |                    |
| Rangers             | 1 - 0           | Inverness          |

## Ottavi di finale
Il sorteggio degli ottavi di finale si è svolto il 27 agosto 2014 al Pittodrie Stadium di Aberdeen.
| Squadra 1           | Risultato       | Squadra 2     |
| ------------------- | --------------- | ------------- |
| 23 settembre 2014   |                 |               |
| Falkirk             | 1 – 3           | Rangers       |
| Ross County         | 0 – 2           | Hibernian     |
| Kilmarnock          | 0 – 1           | St. Johnstone |
| Aberdeen            | 4 – 0           | Livingston    |
| Partick Thistle     | 1 – 0 (dts)     | St. Mirren    |
| 24 settembre 2014   |                 |               |
| Celtic              | 3 – 0           | Hearts        |
| Dundee Utd          | 1 – 0           | Dundee        |
| Hamilton Academical | 0 – 0 (6-5 dcr) | Motherwell    |

## Quarti di finale
Il sorteggio dei quarti di finale è avvenuto il 24 settembre 2014 al Tannadice Park di Dundee.
| Squadra 1       | Risultato       | Squadra 2           |
| --------------- | --------------- | ------------------- |
| 28 ottobre 2014 |                 |                     |
| Rangers         | 1 – 0           | St. Johnstone       |
| 29 ottobre 2014 |                 |                     |
| Hibernian       | 3 – 3 (6-7 dcr) | Dundee Utd          |
| Aberdeen        | 1 – 0           | Hamilton Academical |
| Celtic          | 6 – 0           | Partick Thistle     |

## Semifinali
Il sorteggio delle semifinali ha avuto luogo il 1º novembre 2014.
| Squadra 1        | Risultato | Squadra 2 |
| ---------------- | --------- | --------- |
| 31 gennaio 2015  |           |           |
| Dundee Utd       | 2 – 1     | Aberdeen  |
| 1º febbraio 2015 |           |           |
| Celtic           | 2–0       | Rangers   |

## Finale
| Arbitro: | Bobby Madden |

|  |           |                         |
|  | Marcatori | 28’ Commons 79’ Forrest |

## Tabellone (dagli ottavi)
|  | Ottavi di finale          | Ottavi di finale          | Ottavi di finale    |                     |                 | Quarti di finale | Quarti di finale | Quarti di finale |  |  | Semifinali | Semifinali | Semifinali |  |  | Finale | Finale | Finale |  |
|  |                           |                           |                     |                     |                 |                  |                  |                  |  |  |            |            |            |  |  |        |        |        |  |
|  | Ross County               | Ross County               | 0                   |                     |                 |                  |                  |                  |  |  |            |            |            |  |  |        |        |        |  |
|  | Ross County               | Ross County               | 0                   |                     |                 |                  |                  |                  |  |  |            |            |            |  |  |        |        |        |  |
|  | Hibernian                 | Hibernian                 | 2                   |                     |                 |                  |                  |                  |  |  |            |            |            |  |  |        |        |        |  |
|  | Hibernian                 | Hibernian                 | 2                   |                     | Hibernian (dcr) | Hibernian (dcr)  | 3(6)             |                  |  |  |            |            |            |  |  |        |        |        |  |
|  |                           |                           |                     |                     | Hibernian (dcr) | Hibernian (dcr)  | 3(6)             |                  |  |  |            |            |            |  |  |        |        |        |  |
|  |                           |                           | Dundee Utd          | Dundee Utd          | 3(7)            |                  |                  |                  |  |  |            |            |            |  |  |        |        |        |  |
|  | Dundee Utd                | Dundee Utd                | Dundee Utd          | Dundee Utd          | 3(7)            | 1                |                  |                  |  |  |            |            |            |  |  |        |        |        |  |
|  | Dundee Utd                | Dundee Utd                |                     |                     |                 |                  |                  |                  |  |  |            |            |            |  |  |        |        |        |  |
|  | Dundee                    | Dundee                    | 0                   |                     |                 |                  |                  |                  |  |  |            |            |            |  |  |        |        |        |  |
|  | Dundee                    | Dundee                    | 0                   |                     | Dundee Utd      | Dundee Utd       | 2                |                  |  |  |            |            |            |  |  |        |        |        |  |
|  |                           |                           |                     |                     |                 |                  |                  |                  |  |  |            |            |            |  |  |        |        |        |  |
|  |                           |                           | Aberdeen            | Aberdeen            | 1               |                  |                  |                  |  |  |            |            |            |  |  |        |        |        |  |
|  | Aberdeen                  | Aberdeen                  | Aberdeen            | Aberdeen            | 1               | 4                |                  |                  |  |  |            |            |            |  |  |        |        |        |  |
|  | Aberdeen                  | Aberdeen                  |                     |                     |                 |                  |                  |                  |  |  |            |            |            |  |  |        |        |        |  |
|  | Livingston                | Livingston                | 0                   |                     |                 |                  |                  |                  |  |  |            |            |            |  |  |        |        |        |  |
|  | Livingston                | Livingston                | 0                   |                     | Aberdeen        | Aberdeen         | 1                |                  |  |  |            |            |            |  |  |        |        |        |  |
|  |                           |                           |                     |                     | Aberdeen        | Aberdeen         | 1                |                  |  |  |            |            |            |  |  |        |        |        |  |
|  |                           |                           | Hamilton Academical | Hamilton Academical | 0               |                  |                  |                  |  |  |            |            |            |  |  |        |        |        |  |
|  | Hamilton Academical (dcr) | Hamilton Academical (dcr) | Hamilton Academical | Hamilton Academical | 0               | 0(6)             |                  |                  |  |  |            |            |            |  |  |        |        |        |  |
|  | Hamilton Academical (dcr) | Hamilton Academical (dcr) |                     |                     |                 |                  |                  |                  |  |  |            |            |            |  |  |        |        |        |  |
|  | Motherwell                | Motherwell                | 0(5)                |                     |                 |                  |                  |                  |  |  |            |            |            |  |  |        |        |        |  |
|  | Motherwell                | Motherwell                | 0(5)                |                     | Dundee Utd      | Dundee Utd       | 0                |                  |  |  |            |            |            |  |  |        |        |        |  |
|  |                           |                           |                     |                     |                 |                  |                  |                  |  |  |            |            |            |  |  |        |        |        |  |
|  |                           |                           | Celtic              | Celtic              | 2               |                  |                  |                  |  |  |            |            |            |  |  |        |        |        |  |
|  | Celtic                    | Celtic                    | Celtic              | Celtic              | 2               | 3                |                  |                  |  |  |            |            |            |  |  |        |        |        |  |
|  | Celtic                    | Celtic                    |                     |                     |                 |                  |                  |                  |  |  |            |            |            |  |  |        |        |        |  |
|  | Hearts                    | Hearts                    | 0                   |                     |                 |                  |                  |                  |  |  |            |            |            |  |  |        |        |        |  |
|  | Hearts                    | Hearts                    | 0                   |                     | Celtic          | Celtic           | 6                |                  |  |  |            |            |            |  |  |        |        |        |  |
|  |                           |                           |                     |                     | Celtic          | Celtic           | 6                |                  |  |  |            |            |            |  |  |        |        |        |  |
|  |                           |                           | Partick Thistle     | Partick Thistle     | 0               |                  |                  |                  |  |  |            |            |            |  |  |        |        |        |  |
|  | Partick Thistle (dts)     | Partick Thistle (dts)     | Partick Thistle     | Partick Thistle     | 0               | 1                |                  |                  |  |  |            |            |            |  |  |        |        |        |  |
|  | Partick Thistle (dts)     | Partick Thistle (dts)     |                     |                     |                 |                  |                  |                  |  |  |            |            |            |  |  |        |        |        |  |
|  | St. Mirren                | St. Mirren                | 0                   |                     |                 |                  |                  |                  |  |  |            |            |            |  |  |        |        |        |  |
|  | St. Mirren                | St. Mirren                | 0                   |                     | Celtic          | Celtic           | 2                |                  |  |  |            |            |            |  |  |        |        |        |  |
|  |                           |                           |                     |                     |                 |                  |                  |                  |  |  |            |            |            |  |  |        |        |        |  |
|  |                           |                           | Rangers             | Rangers             | 0               |                  |                  |                  |  |  |            |            |            |  |  |        |        |        |  |
|  | Falkirk                   | Falkirk                   | Rangers             | Rangers             | 0               | 1                |                  |                  |  |  |            |            |            |  |  |        |        |        |  |
|  | Falkirk                   | Falkirk                   |                     |                     |                 |                  |                  |                  |  |  |            |            |            |  |  |        |        |        |  |
|  | Rangers                   | Rangers                   | 3                   |                     |                 |                  |                  |                  |  |  |            |            |            |  |  |        |        |        |  |
|  | Rangers                   | Rangers                   | 3                   |                     | Rangers         | Rangers          | 1                |                  |  |  |            |            |            |  |  |        |        |        |  |
|  |                           |                           |                     |                     | Rangers         | Rangers          | 1                |                  |  |  |            |            |            |  |  |        |        |        |  |
|  |                           |                           | St. Johnstone       | St. Johnstone       | 0               |                  |                  |                  |  |  |            |            |            |  |  |        |        |        |  |
|  | Kilmarnock                | Kilmarnock                | St. Johnstone       | St. Johnstone       | 0               | 0                |                  |                  |  |  |            |            |            |  |  |        |        |        |  |
|  | Kilmarnock                | Kilmarnock                |                     |                     |                 |                  |                  |                  |  |  |            |            |            |  |  |        |        |        |  |
|  | St. Johnstone             | St. Johnstone             | 1                   |                     |                 |                  |                  |                  |  |  |            |            |            |  |  |        |        |        |  |